# Virginia Ruano Pascual
Pour les articles homonymes, voir Ruano.
Ruano  Pascual est un nom espagnol. Le premier nom de famille, en général paternel, est Ruano ; le second, en général maternel, souvent omis, est Pascual.
Virginia Ruano Pascual, née le 21 septembre 1973 à Madrid, est une joueuse de tennis espagnole, professionnelle entre 1992 et 2010.
Elle a remporté 43 titres en double dames, dont dix en Grand Chelem (huit associée à Paola Suárez) et six à Roland-Garros.
Elle a également décroché deux médailles d'argent en double aux Jeux olympiques (avec Conchita Martínez aux Jeux olympiques d'Athènes en 2004, puis avec Anabel Medina Garrigues aux Jeux olympiques de Pékin en 2008).
Toujours en activité en 2010, elle est à 36 ans l'une des joueuses les plus âgées encore présente sur le circuit professionnel, aux côtés de Kimiko Date, Anne Kremer, Rossana de los Ríos ou Jill Craybas.

## Palmarès

### Titres en simple dames
| No | Date       | Nom et lieu du tournoi            | Catégorie | Dotation  | Surface      | Finaliste       | Score         |          |
| -- | ---------- | --------------------------------- | --------- | --------- | ------------ | --------------- | ------------- | -------- |
| 1  | 12-05-1997 | Welsh International Open, Cardiff | Tier IV   | 107 500 $ | Terre (ext.) | Alexia Dechaume | 6-1, 3-6, 6-2 | Parcours |
| 2  | 20-04-1998 | Lotto Open, Budapest              | Tier IV   | 107 500 $ | Terre (ext.) | Silvia Farina   | 6-4, 4-6, 6-3 | Parcours |
| 3  | 06-10-2003 | Tashkent Open, Tachkent           | Tier IV   | 140 000 $ | Dur (ext.)   | Saori Obata     | 6-2, 7-62     | Parcours |

### Finale en simple dames
Aucune

### Titres en double dames
| No | Date       | Nom et lieu du tournoi                | Catégorie | Dotation     | Surface      | Partenaire          | Finalistes                               | Score            |          |
| -- | ---------- | ------------------------------------- | --------- | ------------ | ------------ | ------------------- | ---------------------------------------- | ---------------- | -------- |
| 1  | 12-01-1998 | Tasmanian International Hobart        | Tier IV   | 107 500 $    | Dur (ext.)   | Paola Suárez        | Julie Halard Janette Husárová            | 7-6, 6-3         | Parcours |
| 2  | 20-04-1998 | Lotto Open Budapest                   | Tier IV   | 107 500 $    | Terre (ext.) | Paola Suárez        | Cătălina Cristea Laura Montalvo          | 4-6, 6-1, 6-1    | Parcours |
| 3  | 04-05-1998 | Italian Open Rome                     | Tier I    | 926 250 $    | Terre (ext.) | Paola Suárez        | Amanda Coetzer Arantxa Sánchez           | 7-6, 6-4         | Parcours |
| 4  | 17-05-1999 | Open Villa de Madrid Madrid           | Tier III  | 180 000 $    | Terre (ext.) | Paola Suárez        | Maria-Fernanda Landa Marlene Weingärtner | 6-2, 0-6, 6-0    | Parcours |
| 5  | 17-04-2000 | Family Circle Cup Hilton Head         | Tier I    | 1 080 000 $  | Terre (ext.) | Paola Suárez        | Conchita Martínez Patricia Tarabini      | 7-5, 6-3         | Parcours |
| 6  | 17-07-2000 | Idea Prokom Open Sopot                | Tier III  | 170 000 $    | Terre (ext.) | Paola Suárez        | Åsa Svensson Rita Grande                 | 7-5, 6-1         | Parcours |
| 7  | 13-05-2001 | TennisCup Vlaanderen Anvers           | Tier V    | 110 000 $    | Terre (ext.) | Els Callens         | Kristie Boogert Miriam Oremans           | 6-3, 3-6, 6-4    | Parcours |
| 8  | 21-05-2001 | Open de España Villa de Madrid Madrid | Tier III  | 170 000 $    | Terre (ext.) | Paola Suárez        | Lisa Raymond Rennae Stubbs               | 7-5, 2-6, 7-64   | Parcours |
| 9  | 28-05-2001 | Roland-Garros Paris                   | G. Chelem | 3 745 147 $  | Terre (ext.) | Paola Suárez        | Jelena Dokić Conchita Martínez           | 6-2, 6-1         | Parcours |
| 10 | 16-07-2001 | Sanex Trophy Knokke-Heist             | Tier IV   | 150 000 $    | Terre (ext.) | Magüi Serna         | Ruxandra Dragomir Andreea Vanc           | 6-4, 6-3         | Parcours |
| 11 | 18-02-2002 | Copa Colsanitas Bogota                | Tier III  | 170 000 $    | Terre (ext.) | Paola Suárez        | Tina Križan Katarina Srebotnik           | 6-2, 6-1         | Parcours |
| 12 | 25-02-2002 | Abierto Mexicano Pegaso Acapulco      | Tier III  | 200 000 $    | Terre (ext.) | Paola Suárez        | Tina Križan Katarina Srebotnik           | 7-5, 6-1         | Parcours |
| 13 | 13-05-2002 | Italian Open Rome                     | Tier I    | 1 224 000 $  | Terre (ext.) | Paola Suárez        | Conchita Martínez Patricia Tarabini      | 6-3, 6-4         | Parcours |
| 14 | 27-05-2002 | Roland-Garros Paris                   | G. Chelem | 5 011 256 $  | Terre (ext.) | Paola Suárez        | Lisa Raymond Rennae Stubbs               | 6-4, 6-2         | Parcours |
| 15 | 12-08-2002 | Coupe Rogers AT&T Montréal            | Tier I    | 1 224 000 $  | Dur (ext.)   | Paola Suárez        | Rika Fujiwara Ai Sugiyama                | 6-4, 7-64        | Parcours |
| 16 | 26-08-2002 | US Open Flushing Meadows              | G. Chelem | 6 261 690 $  | Dur (ext.)   | Paola Suárez        | Elena Dementieva Janette Husárová        | 6-2, 6-1         | Parcours |
| 17 | 09-09-2002 | Brasil Open Bahia                     | Tier II   | 650 000 $    | Dur (ext.)   | Paola Suárez        | Émilie Loit Rossana de los Ríos          | 6-4, 6-1         | Parcours |
| 18 | 23-09-2002 | Wismilak International Bali           | Tier III  | 225 000 $    | Dur (ext.)   | Cara Black          | Svetlana Kuznetsova Arantxa Sánchez      | 6-2, 6-3         | Parcours |
| 19 | 07-04-2003 | Family Circle Cup Charleston          | Tier I    | 1 300 000 $  | Terre (ext.) | Paola Suárez        | Janette Husárová Conchita Martínez       | 6-0, 6-3         | Parcours |
| 20 | 05-05-2003 | German Open Berlin                    | Tier I    | 1 262 000 $  | Terre (ext.) | Paola Suárez        | Kim Clijsters Ai Sugiyama                | 6-3, 4-6, 6-4    | Parcours |
| 21 | 18-08-2003 | Pilot Pen Tennis New Haven            | Tier II   | 625 000 $    | Dur (ext.)   | Paola Suárez        | Alicia Molik Magüi Serna                 | 7-66, 6-3        | Parcours |
| 22 | 25-08-2003 | US Open Flushing Meadows              | G. Chelem | 6 682 980 $  | Dur (ext.)   | Paola Suárez        | Svetlana Kuznetsova Martina Navrátilová  | 6-2, 6-3         | Parcours |
| 23 | 03-11-2003 | Tour Championships Los Angeles        | Masters   | 3 000 000 $  | Dur (int.)   | Paola Suárez        | Kim Clijsters Ai Sugiyama                | 6-4, 3-6, 6-3    | Parcours |
| 24 | 19-01-2004 | Australian Open Melbourne             | G. Chelem | 5 590 310 $  | Dur (ext.)   | Paola Suárez        | Svetlana Kuznetsova Elena Likhovtseva    | 6-4, 6-3         | Parcours |
| 25 | 08-03-2004 | Pacific Life Open Indian Wells        | Tier I    | 2 100 000 $  | Dur (ext.)   | Paola Suárez        | Svetlana Kuznetsova Elena Likhovtseva    | 6-1, 6-2         | Parcours |
| 26 | 12-04-2004 | Family Circle Cup Charleston          | Tier I    | 1 300 000 $  | Terre (ext.) | Paola Suárez        | Martina Navrátilová Lisa Raymond         | 6-4, 6-1         | Parcours |
| 27 | 24-05-2004 | Roland-Garros Paris                   | G. Chelem | 5 982 126 $  | Terre (ext.) | Paola Suárez        | Svetlana Kuznetsova Elena Likhovtseva    | 6-0, 6-3         | Parcours |
| 28 | 30-08-2004 | US Open Flushing Meadows              | G. Chelem | 7 017 780 $  | Dur (ext.)   | Paola Suárez        | Svetlana Kuznetsova Elena Likhovtseva    | 6-4, 7-5         | Parcours |
| 29 | 25-10-2004 | SEAT Open Luxembourg                  | Tier III  | 225 000 $    | Dur (int.)   | Paola Suárez        | Jill Craybas Marlene Weingärtner         | 6-1, 6-71, 6-3   | Parcours |
| 30 | 28-02-2005 | Duty Free Women’s Open Dubaï          | Tier II   | 1 000 000 $  | Dur (ext.)   | Paola Suárez        | Svetlana Kuznetsova Alicia Molik         | 6-77, 6-2, 6-1   | Parcours |
| 31 | 07-03-2005 | Pacific Life Open Indian Wells        | Tier I    | 2 100 000 $  | Dur (ext.)   | Paola Suárez        | Nadia Petrova Meghann Shaughnessy        | 7-63, 6-1        | Parcours |
| 32 | 11-04-2005 | Family Circle Cup Charleston          | Tier I    | 1 300 000 $  | Terre (ext.) | Conchita Martínez   | Iveta Benešová Květa Peschke             | 6-1, 6-4         | Parcours |
| 33 | 23-05-2005 | Roland-Garros Paris                   | G. Chelem | 5 301 154 $  | Terre (ext.) | Paola Suárez        | Cara Black Liezel Huber                  | 4-6, 6-3, 6-3    | Parcours |
| 34 | 01-08-2005 | Acura Classic San Diego               | Tier I    | 1 300 000 $  | Dur (ext.)   | Conchita Martínez   | Daniela Hantuchová Ai Sugiyama           | 6-77, 6-1, 7-5   | Parcours |
| 35 | 08-08-2006 | JPMorgan Chase Open Los Angeles       | Tier II   | 600 000 $    | Dur (ext.)   | Paola Suárez        | Daniela Hantuchová Ai Sugiyama           | 6-3, 6-4         | Parcours |
| 36 | 18-09-2006 | China Open Pékin                      | Tier II   | 600 000 $    | Dur (ext.)   | Paola Suárez        | Anna Chakvetadze Elena Vesnina           | 6-2, 6-4         | Parcours |
| 37 | 25-09-2006 | Korea Tennis Championships Séoul      | Tier IV   | 145 000 $    | Dur (ext.)   | Paola Suárez        | Chuang Chia-Jung Mariana Díaz-Oliva      | 6-2, 6-3         | Parcours |
| 38 | 30-07-2007 | Nordic Light Open Stockholm           | Tier IV   | 145 000 $    | Dur (ext.)   | Anabel Medina       | Chan Chin-Wei Tetiana Luzhanska          | 6-1, 5-7, [10-6] | Parcours |
| 39 | 06-01-2008 | Moorilla International Hobart         | Tier IV   | 170 000 $    | Dur (ext.)   | Anabel Medina       | Eléni Daniilídou Jasmin Wöhr             | 6-2, 6-4         | Parcours |
| 40 | 25-05-2008 | Roland-Garros Paris                   | G. Chelem | 9 711 335 $  | Terre (ext.) | Anabel Medina       | Casey Dellacqua Francesca Schiavone      | 2-6, 7-5, 6-4    | Parcours |
| 41 | 21-07-2008 | Slovenia Open Portorož                | Tier IV   | 145 000 $    | Dur (ext.)   | Anabel Medina       | Vera Dushevina Ekaterina Makarova        | 6-4, 6-1         | Parcours |
| 42 | 24-05-2009 | Roland-Garros Paris                   | G. Chelem | 10 009 638 $ | Terre (ext.) | Anabel Medina       | Victoria Azarenka Elena Vesnina          | 6-1, 6-1         | Parcours |
| 43 | 17-05-2010 | Warsaw Open Varsovie                  | Premier   | 600 000 $    | Terre (ext.) | Meghann Shaughnessy | Cara Black Yan Zi                        | 6-3, 6-4         | Parcours |

### Finales en double dames
| No | Date       | Nom et lieu du tournoi                    | Catégorie     | Dotation    | Surface         | Vainqueures                             | Partenaire          | Score           |          |
| -- | ---------- | ----------------------------------------- | ------------- | ----------- | --------------- | --------------------------------------- | ------------------- | --------------- | -------- |
| 1  | 19-04-1999 | Westel 900 Open Budapest                  | Tier IVa      | 142 500 $   | Terre (ext.)    | Evgenia Kulikovskaya Sandra Nacuk       | Laura Montalvo      | 6-3, 6-4        | Parcours |
| 2  | 29-05-2000 | Roland-Garros Paris                       | G. Chelem     | 4 141 085 $ | Terre (ext.)    | Martina Hingis Mary Pierce              | Paola Suárez        | 6-2, 6-4        | Parcours |
| 3  | 10-07-2000 | Internazionali Femminili Palerme          | Tier IVb      | 110 000 $   | Terre (ext.)    | Silvia Farina Rita Grande               | Ruxandra Dragomir   | 6-4, 0-6, 7-66  | Parcours |
| 4  | 21-08-2000 | Pilot Pen Tennis New Haven                | Tier II       | 535 000 $   | Dur (ext.)      | Julie Halard Ai Sugiyama                | Paola Suárez        | 6-4, 5-7, 6-2   | Parcours |
| 5  | 08-01-2001 | Tasmanian International Hobart            | Tier V        | 110 000 $   | Dur (ext.)      | Cara Black Elena Likhovtseva            | Ruxandra Dragomir   | 6-4, 6-1        | Parcours |
| 6  | 26-02-2001 | Abierto Mexicano Pegaso Acapulco          | Tier III      | 170 000 $   | Terre (ext.)    | María José Martínez Anabel Medina       | Paola Suárez        | 6-4, 6-75, 7-5  | Parcours |
| 7  | 05-03-2001 | Tennis Masters Series Indian Wells        | Tier I        | 2 050 000 $ | Dur (ext.)      | Nicole Arendt Ai Sugiyama               | Paola Suárez        | 6-4, 6-4        | Parcours |
| 8  | 16-04-2001 | Family Circle Cup XXIX Charleston         | Tier I        | 1 188 000 $ | Terre (ext.)    | Lisa Raymond Rennae Stubbs              | Paola Suárez        | 5-7, 7-65, 6-3  | Parcours |
| 9  | 18-03-2002 | NASDAQ-100 Open Miami                     | Tier I        | 2 860 000 $ | Dur (ext.)      | Lisa Raymond Rennae Stubbs              | Paola Suárez        | 7-64, 6-74, 6-3 | Parcours |
| 10 | 24-06-2002 | The Championships Wimbledon               | G. Chelem     | 5 450 958 $ | Gazon (ext.)    | Serena Williams Venus Williams          | Paola Suárez        | 6-2, 7-5        | Parcours |
| 11 | 13-01-2003 | Australian Open Melbourne                 | G. Chelem     | 4 838 625 $ | Dur (ext.)      | Serena Williams Venus Williams          | Paola Suárez        | 4-6, 6-4, 6-3   | Parcours |
| 12 | 14-04-2003 | Bausch & Lomb Championships Amelia Island | Tier II       | 585 000 $   | Terre (ext.)    | Lindsay Davenport Lisa Raymond          | Paola Suárez        | 7-5, 6-2        | Parcours |
| 13 | 26-05-2003 | Roland-Garros Paris                       | G. Chelem     | 6 225 054 $ | Terre (ext.)    | Kim Clijsters Ai Sugiyama               | Paola Suárez        | 6-75, 6-2, 9-7  | Parcours |
| 14 | 23-06-2003 | The Championships Wimbledon               | G. Chelem     | 6 246 871 $ | Gazon (ext.)    | Kim Clijsters Ai Sugiyama               | Paola Suárez        | 6-4, 6-4        | Parcours |
| 15 | 13-10-2003 | Swisscom Challenge Zurich                 | Tier I        | 1 300 000 $ | Dur (int.)      | Kim Clijsters Ai Sugiyama               | Paola Suárez        | 7-63, 6-2       | Parcours |
| 16 | 05-01-2004 | ASB Classic Auckland                      | Tier IV       | 140 000 $   | Dur (ext.)      | Mervana Jugić-Salkić Jelena Kostanić    | Paola Suárez        | 7-66, 3-6, 6-1  | Parcours |
| 17 | 10-05-2004 | Telecom Italia Masters Rome               | Tier I        | 1 300 000 $ | Terre (ext.)    | Nadia Petrova Meghann Shaughnessy       | Paola Suárez        | 2-6, 6-3, 6-3   | Parcours |
| 18 | 19-07-2004 | JPMorgan Chase Open Los Angeles           | Tier II       | 585 000 $   | Dur (ext.)      | Nadia Petrova Meghann Shaughnessy       | Conchita Martínez   | 6-72, 6-4, 6-3  | Parcours |
| 19 | 26-07-2004 | Acura Classic San Diego                   | Tier I        | 1 300 000 $ | Dur (ext.)      | Cara Black Rennae Stubbs                | Paola Suárez        | 4-6, 6-1, 6-4   | Parcours |
| 20 | 15-08-2004 | Olympic Tennis Event Athènes              | J. olympiques | NC          | Dur (ext.)      | Li Ting · Sun Tiantian                  | Conchita Martínez   | 6-3, 6-3        | Parcours |
| 21 | 11-10-2004 | Ladies Kremlin Cup Moscou                 | Tier I        | 1 300 000 $ | Moquette (int.) | Anastasia Myskina Vera Zvonareva        | Paola Suárez        | 6-3, 4-6, 6-2   | Parcours |
| 22 | 18-10-2004 | Swisscom Challenge Zurich                 | Tier I        | 1 300 000 $ | Dur (int.)      | Cara Black Rennae Stubbs                | Paola Suárez        | 6-4, 6-4        | Parcours |
| 23 | 15-08-2005 | Coupe Rogers Toronto                      | Tier I        | 1 300 000 $ | Dur (ext.)      | Anna-Lena Grönefeld Martina Navrátilová | Conchita Martínez   | 5-7, 6-3, 6-4   | Parcours |
| 24 | 10-10-2005 | Thailand Open Bangkok                     | Tier III      | 200 000 $   | Dur (ext.)      | Shinobu Asagoe Gisela Dulko             | Conchita Martínez   | 6-1, 7-5        | Parcours |
| 25 | 24-10-2005 | Generali Ladies Linz                      | Tier II       | 585 000 $   | Dur (int.)      | Gisela Dulko Květa Peschke              | Conchita Martínez   | 6-2, 6-3        | Parcours |
| 26 | 09-01-2006 | Medibank International Sydney             | Tier II       | 600 000 $   | Dur (ext.)      | Corina Morariu Rennae Stubbs            | Paola Suárez        | 6-3, 5-7, 6-2   | Parcours |
| 27 | 06-03-2006 | Pacific Life Open Indian Wells            | Tier I        | 2 100 000 $ | Dur (ext.)      | Lisa Raymond Samantha Stosur            | Meghann Shaughnessy | 6-2, 7-5        | Parcours |
| 28 | 10-04-2006 | Family Circle Cup Charleston              | Tier I        | 1 340 000 $ | Terre (ext.)    | Lisa Raymond Samantha Stosur            | Meghann Shaughnessy | 3-6, 6-1, 6-1   | Parcours |
| 29 | 26-06-2006 | The Championships Wimbledon               | G. Chelem     | 6 743 737 $ | Gazon (ext.)    | Yan Zi Zheng Jie                        | Paola Suárez        | 6-3, 3-6, 6-2   | Parcours |
| 30 | 07-01-2007 | Moorilla International Hobart             | Tier IV       | 170 000 $   | Dur (ext.)      | Elena Likhovtseva Elena Vesnina         | Anabel Medina       | 2-6, 6-1, 6-2   | Parcours |
| 31 | 02-04-2007 | Bausch & Lomb Championships Amelia Island | Tier II       | 600 000 $   | Terre (ext.)    | Mara Santangelo Katarina Srebotnik      | Anabel Medina       | 6-3, 7-64       | Parcours |
| 32 | 18-06-2007 | Ordina Open Bois-le-Duc                   | Tier III      | 175 000 $   | Gazon (ext.)    | Chan Yung-Jan Chuang Chia-Jung          | Anabel Medina       | 7-5, 6-2        | Parcours |
| 33 | 09-06-2008 | DFS Classic Birmingham                    | Tier III      | 200 000 $   | Gazon (ext.)    | Cara Black Liezel Huber                 | Séverine Beltrame   | 6-2, 6-1        | Parcours |
| 34 | 11-08-2008 | Olympic Games Pékin                       | J. olympiques | NC          | Dur (ext.)      | Serena Williams · Venus Williams        | Anabel Medina       | 6-2, 6-0        | Parcours |
| 35 | 06-04-2009 | Andalucia Tennis Experience Marbella      | Intern'l      | 500 000 $   | Terre (ext.)    | Klaudia Jans Alicja Rosolska            | Anabel Medina       | 6-3, 6-3        | Parcours |

### Titre en double mixte
| No | Date       | Nom et lieu du tournoi | Catégorie | Dotation    | Surface      | Partenaire      | Finalistes                | Score    |          |
| -- | ---------- | ---------------------- | --------- | ----------- | ------------ | --------------- | ------------------------- | -------- | -------- |
| 1  | 28-05-2001 | Roland-Garros Paris    | G. Chelem | 3 745 147 $ | Terre (ext.) | Tomás Carbonell | Paola Suárez Jaime Oncins | 7-5, 6-3 | Parcours |

## Parcours en Grand Chelem

### En simple dames
| Année | Open d'Australie | Open d'Australie      | Internationaux de France | Internationaux de France | Wimbledon       | Wimbledon            | US Open         | US Open             |
| ----- | ---------------- | --------------------- | ------------------------ | ------------------------ | --------------- | -------------------- | --------------- | ------------------- |
| 1992  | -                | -                     | -                        | -                        | -               | -                    | 1er tour (1/64) | Laura Arraya        |
| 1993  | -                | -                     | -                        | -                        | -               | -                    | 1er tour (1/64) | Zina Garrison       |
| 1994  | 1er tour (1/64)  | Florencia Labat       | -                        | -                        | -               | -                    | -               | -                   |
| 1995  | -                | -                     | 1/4 de finale            | Conchita Martínez        | 1er tour (1/64) | Kristie Boogert      | 1er tour (1/64) | Patricia Hy         |
| 1996  | 1er tour (1/64)  | Mary Joe Fernández    | 1er tour (1/64)          | Sandrine Testud          | 1er tour (1/64) | Kristie Boogert      | 1er tour (1/64) | Natasha Zvereva     |
| 1997  | 2e tour (1/32)   | Ruxandra Dragomir     | 3e tour (1/16)           | Irina Spîrlea            | 2e tour (1/32)  | Mary Pierce          | 1er tour (1/64) | Jana Novotná        |
| 1998  | 2e tour (1/32)   | Anne-Gaëlle Sidot     | 3e tour (1/16)           | Conchita Martínez        | 4e tour (1/8)   | Venus Williams       | 3e tour (1/16)  | Lindsay Davenport   |
| 1999  | 2e tour (1/32)   | Elena Likhovtseva     | 1er tour (1/64)          | Jennifer Capriati        | 1er tour (1/64) | Meghann Shaughnessy  | 3e tour (1/16)  | Barbara Schett      |
| 2000  | 1er tour (1/64)  | Květa Hrdličková      | -                        | -                        | -               | -                    | 2e tour (1/32)  | Tamarine Tanasugarn |
| 2001  | 3e tour (1/16)   | Jennifer Capriati     | 2e tour (1/32)           | Amanda Coetzer           | 2e tour (1/32)  | Lina Krasnoroutskaïa | 3e tour (1/16)  | Jennifer Capriati   |
| 2002  | 1er tour (1/64)  | Adriana Serra Zanetti | 2e tour (1/32)           | Eva Bes-Ostariz          | 2e tour (1/32)  | Venus Williams       | 1er tour (1/64) | Amy Frazier         |
| 2003  | 1/4 de finale    | Justine Henin         | 1er tour (1/64)          | Ai Sugiyama              | 1er tour (1/64) | Magüi Serna          | 1er tour (1/64) | Maria Sharapova     |
| 2004  | 2e tour (1/32)   | Silvia Farina         | 3e tour (1/16)           | Francesca Schiavone      | 3e tour (1/16)  | Silvia Farina        | 2e tour (1/32)  | Mary Pierce         |
| 2005  | 1er tour (1/64)  | Alina Jidkova         | 2e tour (1/32)           | Justine Henin            | 1er tour (1/64) | Nadia Petrova        | 1er tour (1/64) | Tatiana Golovin     |
| 2006  | 4e tour (1/8)    | Justine Henin         | 1er tour (1/64)          | Alizé Cornet             | 2e tour (1/32)  | Gisela Dulko         | 2e tour (1/32)  | Nadia Petrova       |
| 2007  | 2e tour (1/32)   | Jelena Janković       | -                        | -                        | 3e tour (1/16)  | Nadia Petrova        | 1er tour (1/64) | Kateryna Bondarenko |
| 2008  | 3e tour (1/16)   | Daniela Hantuchová    | 1er tour (1/64)          | Katarina Srebotnik       | 2e tour (1/32)  | Amélie Mauresmo      | 2e tour (1/32)  | Marion Bartoli      |
| 2009  | 2e tour (1/32)   | Caroline Wozniacki    | 2e tour (1/32)           | Serena Williams          | -               | -                    | -               | -                   |

à droite du résultat, l’ultime adversaire.

### En double dames
| Année | Open d'Australie             | Open d'Australie            | Internationaux de France      | Internationaux de France    | Wimbledon                     | Wimbledon                  | US Open                       | US Open                    |
| ----- | ---------------------------- | --------------------------- | ----------------------------- | --------------------------- | ----------------------------- | -------------------------- | ----------------------------- | -------------------------- |
| 1992  | -                            | -                           | 1er tour (1/32) Radka Bobková | Bryukhovets N. Medvedeva    | -                             | -                          | 2e tour (1/16) Bettina Fulco  | Laura Arraya K. Habšudová  |
| 1993  | -                            | -                           | 2e tour (1/16) E. Pampoulova  | L. Neiland Jana Novotná     | -                             | -                          | -                             | -                          |
| 1994  | -                            | -                           | 2e tour (1/16) Irina Spîrlea  | Patty Fendick M. McGrath    | -                             | -                          | 1er tour (1/32) Nanne Dahlman | K. Habšudová R. Zrubáková  |
| 1996  | -                            | -                           | -                             | -                           | 1er tour (1/32) Silvia Farina | Rita Grande Likhovtseva    | 1er tour (1/32) A. Temesvári  | A. Dechaume S. Testud      |
| 1997  | 1/4 de finale Paola Suárez   | M. Hingis N. Zvereva        | 1er tour (1/32) C. Cristea    | Silvia Farina G. Pizzichini | 1er tour (1/32) Paola Suárez  | Katrina Adams Lori McNeil  | 2e tour (1/16) Paola Suárez   | MJ Fernández Anke Huber    |
| 1998  | 2e tour (1/16) Paola Suárez  | M. Bollegraf A. Sánchez     | 2e tour (1/16) Paola Suárez   | K. Radford C. Morariu       | 2e tour (1/16) Paola Suárez   | Els Callens Julie Halard   | 1/2 finale Paola Suárez       | L. Davenport N. Zvereva    |
| 1999  | 2e tour (1/16) Paola Suárez  | K. Hrdličková Tina Križan   | 2e tour (1/16) Paola Suárez   | M. Hingis A. Kournikova     | 3e tour (1/8) Paola Suárez    | M. de Swardt E. Tatarkova  | 2e tour (1/16) Paola Suárez   | Nana Miyagi Linda Wild     |
| 2000  | 2e tour (1/16) Paola Suárez  | S. Jeyaseelan P. Schnyder   | Finale Paola Suárez           | M. Hingis Mary Pierce       | 1/4 de finale Paola Suárez    | Julie Halard Ai Sugiyama   | 1er tour (1/32) Paola Suárez  | L. Osterloh A. Stevenson   |
| 2001  | 1/4 de finale Paola Suárez   | L. Davenport C. Morariu     | Victoire Paola Suárez         | Jelena Dokić C. Martínez    | 1/2 finale Paola Suárez       | Kim Clijsters Ai Sugiyama  | 3e tour (1/8) Paola Suárez    | S. Testud Roberta Vinci    |
| 2002  | 3e tour (1/8) Paola Suárez   | S. Asagoe Rika Fujiwara     | Victoire Paola Suárez         | Lisa Raymond Rennae Stubbs  | Finale Paola Suárez           | S. Williams V. Williams    | Victoire Paola Suárez         | E. Dementieva J. Husárová  |
| 2003  | Finale Paola Suárez          | S. Williams V. Williams     | Finale Paola Suárez           | Kim Clijsters Ai Sugiyama   | Finale Paola Suárez           | Kim Clijsters Ai Sugiyama  | Victoire Paola Suárez         | S. Kuznetsova Navrátilová  |
| 2004  | Victoire Paola Suárez        | S. Kuznetsova Likhovtseva   | Victoire Paola Suárez         | S. Kuznetsova Likhovtseva   | 1/2 finale Paola Suárez       | Cara Black Rennae Stubbs   | Victoire Paola Suárez         | S. Kuznetsova Likhovtseva  |
| 2005  | 1er tour (1/32) C. Martínez  | J. Hopkins M. Washington    | Victoire Paola Suárez         | Cara Black Liezel Huber     | -                             | -                          | 1/2 finale C. Martínez        | Lisa Raymond Sam Stosur    |
| 2006  | 1/4 de finale Paola Suárez   | Yan Zi Zheng Jie            | 2e tour (1/16) Paola Suárez   | Chakvetadze Elena Vesnina   | Finale Paola Suárez           | Yan Zi Zheng Jie           | 1/4 de finale Paola Suárez    | N. Dechy V. Zvonareva      |
| 2007  | 1er tour (1/32) Paola Suárez | Émilie Loit Nicole Pratt    | 1/4 de finale Anabel Medina   | Lisa Raymond Sam Stosur     | 3e tour (1/8) Anabel Medina   | Likhovtseva Sun Tiantian   | 3e tour (1/8) Anabel Medina   | Chan Yung-jan Chuang Ch-j. |
| 2008  | 1/2 finale Anabel Medina     | A. Bondarenko K. Bondarenko | Victoire Anabel Medina        | C. Dellacqua F. Schiavone   | 3e tour (1/8) Anabel Medina   | S. Williams V. Williams    | 1/2 finale Anabel Medina      | Cara Black Liezel Huber    |
| 2009  | 3e tour (1/8) Anabel Medina  | Hsieh Su-wei Peng Shuai     | Victoire Anabel Medina        | V. Azarenka Elena Vesnina   | 1/2 finale Anabel Medina      | Sam Stosur Rennae Stubbs   | 3e tour (1/8) Anabel Medina   | A. Kleybanova E. Makarova  |
| 2010  | 3e tour (1/8) Sania Mirza    | A. Kleybanova F. Schiavone  | 1er tour (1/32) Shaughnessy   | Cara Black Elena Vesnina    | 2e tour (1/16) Shaughnessy    | Květa Peschke K. Srebotnik | -                             | -                          |

sous le résultat, la partenaire ; à droite, l’ultime équipe adverse.

### En double mixte
| Année | Open d'Australie              | Open d'Australie            | Internationaux de France      | Internationaux de France  | Wimbledon                    | Wimbledon                 | US Open                      | US Open                     |
| ----- | ----------------------------- | --------------------------- | ----------------------------- | ------------------------- | ---------------------------- | ------------------------- | ---------------------------- | --------------------------- |
| 1996  | -                             | -                           | -                             | -                         | 1er tour (1/32) José Antonio | A. Ellwood Joshua Eagle   | -                            | -                           |
| 2000  | -                             | -                           | 2e tour (1/16) T. Carbonell   | Cara Black P. Galbraith   | 2e tour (1/16) Jairo Velasco | K. Schlukebir Eric Taino  | 1er tour (1/16) T. Carbonell | Rennae Stubbs T. Woodbridge |
| 2001  | 1er tour (1/16) D. Orsanic    | C. Morariu E. Ferreira      | Victoire T. Carbonell         | Paola Suárez Jaime Oncins | 2e tour (1/16) T. Carbonell  | Kimberly Po D. Johnson    | 2e tour (1/8) Lucas Arnold   | Rennae Stubbs T. Woodbridge |
| 2002  | 1er tour (1/16) Martín García | Lisa Raymond Mike Bryan     | 2e tour (1/8) Gastón Etlis    | Cara Black Wayne Black    | -                            | -                         | -                            | -                           |
| 2003  | 1er tour (1/16) A. Schneiter  | D. Hantuchová Kevin Ullyett | -                             | -                         | -                            | -                         | 1/4 de finale Mark Knowles   | K. Srebotnik Bob Bryan      |
| 2004  | 1/4 de finale Mark Knowles    | Liezel Huber J. Erlich      | 2e tour (1/8) Mark Knowles    | T. Golovin R. Gasquet     | 2e tour (1/16) Mark Knowles  | Els Callens Robbie Koenig | 2e tour (1/8) Jared Palmer   | E. Gagliardi Gastón Etlis   |
| 2005  | 2e tour (1/8) Rick Leach      | Cara Black Wayne Black      | 1er tour (1/16) J. Erlich     | Lisa Raymond M. Bhupathi  | -                            | -                         | 2e tour (1/8) Stephen Huss   | Navrátilová Leander Paes    |
| 2006  | 1er tour (1/16) S. Prieto     | Shaughnessy Simon Aspelin   | 1er tour (1/16) S. Prieto     | Rennae Stubbs Todd Perry  | -                            | -                         | 2e tour (1/8) Martín García  | Květa Peschke Martin Damm   |
| 2007  | -                             | -                           | 1er tour (1/16) Martín García | J. Husárová Pavel Vízner  | -                            | -                         | 1er tour (1/16) S. Prieto    | Yan Zi Mark Knowles         |
| 2009  | -                             | -                           | 1er tour (1/16) Stephen Huss  | Vania King Marcelo Melo   | 1/2 finale Stephen Huss      | Cara Black Leander Paes   | 2e tour (1/8) Stephen Huss   | B. Mattek N. Zimonjić       |
| 2010  | 1er tour (1/16) Stephen Huss  | Lisa Raymond Wesley Moodie  | -                             | -                         | -                            | -                         | -                            | -                           |

sous le résultat, le partenaire ; à droite, l’ultime équipe adverse.

## Parcours en «Premier Mandatory» et «Premier 5»
Découlant d'une réforme du circuit WTA inaugurée en 2009, les tournois WTA « Premier Mandatory » et « Premier 5 » constituent les catégories d'épreuves les plus prestigieuses, après les quatre levées du Grand Chelem.

### En simple dames
| Année |              | Premier Mandatory          | Premier Mandatory | Premier Mandatory                 | Premier Mandatory |       | Premier 5 | Premier 5 | Premier 5  | Premier 5 | Premier 5 | Premier 5 | Premier 5 |
| Année | Indian Wells | Miami                      | Madrid            | Pékin                             |                   | Dubaï | Rome      | Canada    | Cincinnati |           | Tokyo     |           |           |
| Année | Indian Wells | Miami                      | Madrid            | Pékin                             |                   | Doha  | Rome      | Canada    | Cincinnati |           | Wuhan     |           |           |
| Année | Indian Wells | Miami                      | Madrid            | Pékin                             |                   |       | Rome      | Canada    | Cincinnati |           |           |           |           |
| 2009  |              | 1er tour (1/64) Chan Y.-j. |                   | 1er tour (1/32) A. Chakvetadze    |                   |       |           |           |            |           |           |           |           |
| 2010  |              |                            |                   | 1er tour (1/32) A. Parra Santonja |                   |       |           |           |            |           |           |           |           |

Sous le résultat, l’ultime adversaire.

### En double dames
| Année                       | Premier Mandatory   | Premier Mandatory        | Premier Mandatory       | Premier Mandatory         | Premier Mandatory      | Premier Mandatory    | Premier Mandatory        | Premier Mandatory     | Premier 5               | Premier 5 | Premier 5 | Premier 5             | Premier 5        | Premier 5            | Premier 5         | Premier 5            | Premier 5              | Premier 5            | Premier 5           | Premier 5 | Premier 5 | Premier 5 |
| Année                       | Indian Wells        | Indian Wells             | Miami                   | Miami                     | Madrid                 | Madrid               | Pékin                    | Pékin                 | Dubaï                   | Dubaï     | Doha      | Doha                  | Rome             | Rome                 | Canada            | Canada               | Cincinnati             | Cincinnati           | Tokyo               | Tokyo     | Wuhan     | Wuhan     |
| --------------------------- | ------------------- | ------------------------ | ----------------------- | ------------------------- | ---------------------- | -------------------- | ------------------------ | --------------------- | ----------------------- | --------- | --------- | --------------------- | ---------------- | -------------------- | ----------------- | -------------------- | ---------------------- | -------------------- | ------------------- | --------- | --------- | --------- |
| 2009                        |                     |                          |                         |                           |                        |                      |                          |                       |                         |           |           |                       |                  |                      |                   |                      |                        |                      |                     |           |           |           |
| 1er tour (1/16) Medina      | Kuznetsova Mauresmo | 1/4 de finale Medina     | Chuang Chia-jung Mirza  | 2e tour (1/8) Medina      | Chuang Chia-jung Mirza | 2e tour (1/8) Medina | Pavlyuchenkova Wickmayer |                       |                         |           |           | 1er tour (1/16) Zheng | Şenoğlu Shvedova | 2e tour (1/8) Medina | Benešová Strýcová | 1/2 finale Zheng Jie | Llagostera MJ Martínez | 1/4 de finale Medina | Hantuchová Sugiyama |           |           |           |
| 2010                        |                     |                          |                         |                           |                        |                      |                          |                       |                         |           |           |                       |                  |                      |                   |                      |                        |                      |                     |           |           |           |
| 1er tour (1/16) Shaughnessy | Dushevina Rodionova | 2e tour (1/16) T. Garbin | K. Peschke K. Srebotnik | 1/4 de finale Shaughnessy | Llagostera MJ Martínez | —                    | —                        | 1er tour (1/16) Mirza | Chan Yung-jan Zheng Jie |           |           | —                     | —                | —                    | —                 | —                    | —                      | —                    | —                   |           |           |           |

N.B. : le nom de la partenaire se trouve sous le résultat ; le nom des ultimes adversaires se trouve à droite.

## Parcours aux Masters

### En double dames
| # | Date       | Nom de l'édition                          | ($)       | Surface         | Résultat      | Partenaire        | Ultimes adversaires           | Score         |          |
| - | ---------- | ----------------------------------------- | --------- | --------------- | ------------- | ----------------- | ----------------------------- | ------------- | -------- |
| 1 | 13/11/2000 | Chase Championships New York              | 2 000 000 | Moquette (int.) | 1/4 de finale | Paola Suárez      | Nicole Arendt Manon Bollegraf | 6-4, 6-2      | Parcours |
| 2 | 29/10/2001 | Tour Championships Munich                 | 3 000 000 | Dur (int.)      | 1/2 finale    | Paola Suárez      | Lisa Raymond Rennae Stubbs    | 6-3, 3-0, ab. | Parcours |
| 3 | 04/11/2002 | Tour Championships Los Angeles            | 3 000 000 | Dur (int.)      | 1/4 de finale | Paola Suárez      | Rika Fujiwara Ai Sugiyama     | 6-4, 6-3      | Parcours |
| 4 | 03/11/2003 | Tour Championships Los Angeles            | 3 000 000 | Dur (int.)      | Victoire      | Paola Suárez      | Kim Clijsters Ai Sugiyama     | 6-4, 3-6, 6-3 | Parcours |
| 5 | 08/11/2004 | Tour Championships by Porsche Los Angeles | 3 000 000 | Dur (int.)      | 1/2 finale    | Paola Suárez      | Cara Black Rennae Stubbs      | 7-67, 6-4     | Parcours |
| 6 | 07/11/2005 | Tour Championships by Porsche Los Angeles | 3 000 000 | Dur (int.)      | 1/2 finale    | Conchita Martínez | Lisa Raymond Samantha Stosur  | 7-5, 5-7, 6-3 | Parcours |
| 7 | 04/11/2008 | WTA Championships Doha                    | 4 450 000 | Dur (ext.)      | 1/2 finale    | Anabel Medina     | Cara Black Liezel Huber       | 6-1, 6-3      | Parcours |

## Parcours aux Jeux olympiques

### En simple dames
| # | Date       | Nom de l'olympiade           | Surface    | Résultat       | Ultime adversaire | Score    |          |
| - | ---------- | ---------------------------- | ---------- | -------------- | ----------------- | -------- | -------- |
| 1 | 23/07/1996 | Olympic Tennis Event Atlanta | Dur (ext.) | 2e tour (1/16) | Iva Majoli        | 7-5, 6-3 | Parcours |

### En double dames
| # | Date       | Nom de l'olympiade           | Surface    | Résultat | Partenaire        | Ultimes adversaires              | Score    |          |
| - | ---------- | ---------------------------- | ---------- | -------- | ----------------- | -------------------------------- | -------- | -------- |
| 1 | 15/08/2004 | Olympic Tennis Event Athènes | Dur (ext.) | Argent   | Conchita Martínez | Li Ting · Sun Tiantian           | 6-3, 6-3 | Parcours |
| 2 | 11/08/2008 | Olympic Tennis Event Pékin   | Dur (ext.) | Argent   | Anabel Medina     | Serena Williams · Venus Williams | 6-2, 6-0 | Parcours |

## Parcours en Coupe de la Fédération
| #                                                                         | Date       | Lieu                 | Surface         | Gagnante(s)                         | Perdante(s)                          | Score           |          |
|                                                                           |            |                      |                 |                                     |                                      |                 |          |
| 1992 - 1/4 de finale (groupe mondial) - Argentine - Espagne - 1 : 2       |            |                      |                 |                                     |                                      |                 |          |
| 1                                                                         | 17/07/1992 | Francfort            | Terre (ext.)    | Mercedes Paz Patricia Tarabini      | Noelia Perez-Penate Virginia Ruano   | 6-4, 7-67       | Parcours |
|                                                                           |            |                      |                 |                                     |                                      |                 |          |
| 1992 - 1/2 finale (groupe mondial) - Australie - Espagne - 0 : 3          |            |                      |                 |                                     |                                      |                 |          |
| 2                                                                         | 18/07/1992 | Francfort            | Terre (ext.)    | Virginia Ruano Arantxa Sánchez      | Jenny Byrne Rennae Stubbs            | 6-3, 6-3        | Parcours |
|                                                                           |            |                      |                 |                                     |                                      |                 |          |
| 1993 - 2e tour (groupe mondial) - Espagne - Indonésie - 3 : 0             |            |                      |                 |                                     |                                      |                 |          |
| 3                                                                         | 21/07/1993 | Francfort            | Terre (ext.)    | Virginia Ruano Cristina Torrens     | Romana Tedjakusuma Suzanna Wibowo    | 7-63, 4-6, 6-3  | Parcours |
|                                                                           |            |                      |                 |                                     |                                      |                 |          |
| 1993 - 1/4 de finale (groupe mondial) - Espagne - Pays-Bas - 3 : 0        |            |                      |                 |                                     |                                      |                 |          |
| 4                                                                         | 23/07/1993 | Francfort            | Terre (ext.)    | Virginia Ruano Cristina Torrens     | Manon Bollegraf Kristie Boogert      | 6-76, 7-64, 6-4 | Parcours |
|                                                                           |            |                      |                 |                                     |                                      |                 |          |
| 1993 - 1/2 finale (groupe mondial) - Espagne - France - 2 : 1             |            |                      |                 |                                     |                                      |                 |          |
| 5                                                                         | 24/07/1993 | Francfort            | Terre (ext.)    | Isabelle Demongeot Pascale Paradis  | Virginia Ruano Cristina Torrens      | 1-2, ab.        | Parcours |
|                                                                           |            |                      |                 |                                     |                                      |                 |          |
| 1994 - 2e tour (groupe mondial) - Espagne - Argentine - 3 : 0             |            |                      |                 |                                     |                                      |                 |          |
| 6                                                                         | 21/07/1994 | Francfort            | Terre (ext.)    | Angeles Montolio Virginia Ruano     | Bettina Fulco Florencia Labat        | 6-1, 6-4        | Parcours |
|                                                                           |            |                      |                 |                                     |                                      |                 |          |
| 1994 - 1/4 de finale (groupe mondial) - Espagne - Japon - 3 : 0           |            |                      |                 |                                     |                                      |                 |          |
| 7                                                                         | 22/07/1994 | Francfort            | Terre (ext.)    | Angeles Montolio Virginia Ruano     | Mana Endo Nana Miyagi                | 6-2, 2-6, 6-3   | Parcours |
|                                                                           |            |                      |                 |                                     |                                      |                 |          |
| 1995 - 1/4 de finale (groupe mondial) - Bulgarie - Espagne - 2 : 3        |            |                      |                 |                                     |                                      |                 |          |
| 8                                                                         | 22/04/1995 | Sofia                | Moquette (int.) | Katerina Maleeva Magdalena Maleeva  | Neus Avila-Bonastre Virginia Ruano   | 6-0, 6-1        | Parcours |
|                                                                           |            |                      |                 |                                     |                                      |                 |          |
| 1995 - 1/2 finale (groupe mondial) - Espagne - Allemagne - 3 : 2          |            |                      |                 |                                     |                                      |                 |          |
| 9                                                                         | 22/07/1995 | Santander            | Terre (ext.)    | Anke Huber Claudia Porwik           | Virginia Ruano M. A. Sánchez         | 6-2, 6-2        | Parcours |
|                                                                           |            |                      |                 |                                     |                                      |                 |          |
| 1995 - Finale (groupe mondial) - Espagne - États-Unis - 3 : 2             |            |                      |                 |                                     |                                      |                 |          |
| 10                                                                        | 25/11/1995 | Valence              | Terre (ext.)    | Lindsay Davenport Gigi Fernández    | Virginia Ruano M. A. Sánchez         | 6-3, 7-63       | Parcours |
|                                                                           |            |                      |                 |                                     |                                      |                 |          |
| 1996 - 1/4 de finale (groupe mondial) - Espagne - Afrique du Sud - 3 : 2  |            |                      |                 |                                     |                                      |                 |          |
| 11                                                                        | 27/04/1996 | Murcie               | Terre (ext.)    | Amanda Coetzer Mariaan de Swardt    | Virginia Ruano M. A. Sánchez         | 6-4, 7-66       | Parcours |
|                                                                           |            |                      |                 |                                     |                                      |                 |          |
| 1996 - Finale (groupe mondial) - États-Unis - Espagne - 5 : 0             |            |                      |                 |                                     |                                      |                 |          |
| 12                                                                        | 28/09/1996 | Atlantic City        | Moquette (int.) | Mary Joe Fernández Linda Wild       | Gala León García Virginia Ruano      | 6-1, 6-4        | Parcours |
|                                                                           |            |                      |                 |                                     |                                      |                 |          |
| 1997 - 1/4 de finale (groupe mondial) - Belgique - Espagne - 5 : 0        |            |                      |                 |                                     |                                      |                 |          |
| 13                                                                        | 01/03/1997 | Sprimont             | Dur (int.)      | Els Callens Nancy Feber             | Gala León García Virginia Ruano      | 5-7, 6-2, 6-2   | Parcours |
|                                                                           |            |                      |                 |                                     |                                      |                 |          |
| 1999 - 1/4 de finale (groupe mondial) - Italie - Espagne - 3 : 2          |            |                      |                 |                                     |                                      |                 |          |
| 14                                                                        | 17/04/1999 | Reggio de Calabre    | Moquette (int.) | Silvia Farina                       | Virginia Ruano                       | 5-7, 6-3, 6-0   | Parcours |
| 14                                                                        | 17/04/1999 | Reggio de Calabre    | Moquette (int.) | Rita Grande                         | Virginia Ruano                       | 6-4, 6-1        | Parcours |
|                                                                           |            |                      |                 |                                     |                                      |                 |          |
| 2000 - 1/2 finale (groupe mondial) - République tchèque - Espagne - 1 : 2 |            |                      |                 |                                     |                                      |                 |          |
| 15                                                                        | 21/11/2000 | Las Vegas            | Moquette (int.) | Dája Bedáňová Květa Hrdličková      | Virginia Ruano Magüi Serna           | 1-6, 6-3, 7-65  | Parcours |
|                                                                           |            |                      |                 |                                     |                                      |                 |          |
| 2000 - Finale (groupe mondial) - États-Unis - Espagne - 5 : 0             |            |                      |                 |                                     |                                      |                 |          |
| 16                                                                        | 24/11/2000 | Las Vegas            | Moquette (int.) | Jennifer Capriati Lisa Raymond      | Virginia Ruano Magüi Serna           | 4-6, 6-4, 6-2   | Parcours |
|                                                                           |            |                      |                 |                                     |                                      |                 |          |
| 2001 - Round robin (groupe mondial) - Espagne - Australie - 3 : 0         |            |                      |                 |                                     |                                      |                 |          |
| 17                                                                        | 07/11/2001 | Madrid               | Terre (int.)    | Gala León García Virginia Ruano     | Evie Dominikovic Rachel McQuillan    | 7-5, 6-4        | Parcours |
|                                                                           |            |                      |                 |                                     |                                      |                 |          |
| 2001 - Round robin (groupe mondial) - Espagne - Allemagne - 2 : 1         |            |                      |                 |                                     |                                      |                 |          |
| 18                                                                        | 09/11/2001 | Madrid               | Terre (int.)    | Virginia Ruano Arantxa Sánchez      | Bianka Lamade Martina Müller         | 6-3, 2-6, 6-0   | Parcours |
|                                                                           |            |                      |                 |                                     |                                      |                 |          |
| 2001 - Round robin (groupe mondial) - Espagne - Belgique - 0 : 3          |            |                      |                 |                                     |                                      |                 |          |
| 19                                                                        | 10/11/2001 | Madrid               | Terre (int.)    | Els Callens Laurence Courtois       | Gala León García Virginia Ruano      | 4-6, 6-3, 7-5   | Parcours |
|                                                                           |            |                      |                 |                                     |                                      |                 |          |
| 2002 - 1er tour (groupe mondial) - Espagne - Hongrie - 4 : 1              |            |                      |                 |                                     |                                      |                 |          |
| 20                                                                        | 27/04/2002 | Almería              | Terre (ext.)    | Virginia Ruano Arantxa Sánchez      | Zsofia Gubacsi Anikó Kapros          | 7-5, 6-2        | Parcours |
|                                                                           |            |                      |                 |                                     |                                      |                 |          |
| 2002 - 1/4 de finale (groupe mondial) - Espagne - Allemagne - 5 : 0       |            |                      |                 |                                     |                                      |                 |          |
| 21                                                                        | 20/07/2002 | Majorque             | Terre (ext.)    | Virginia Ruano Magüi Serna          | Bianka Lamade Barbara Rittner        | 6-3, 6-3        | Parcours |
|                                                                           |            |                      |                 |                                     |                                      |                 |          |
| 2002 - 1/2 finale (groupe mondial) - Espagne - Autriche - 3 : 2           |            |                      |                 |                                     |                                      |                 |          |
| 22                                                                        | 30/10/2002 | Grande Canarie       | Dur (int.)      | Conchita Martínez Virginia Ruano    | Barbara Schett Patricia Wartusch     | 4-6, 6-3, 6-1   | Parcours |
|                                                                           |            |                      |                 |                                     |                                      |                 |          |
| 2002 - Finale (groupe mondial) - Espagne - Slovaquie - 1 : 3              |            |                      |                 |                                     |                                      |                 |          |
| 23                                                                        | 02/11/2002 | Grande Canarie       | Dur (int.)      | Daniela Hantuchová Janette Husárová | Virginia Ruano Magüi Serna           | Non disputé     | Parcours |
|                                                                           |            |                      |                 |                                     |                                      |                 |          |
| 2003 - 1er tour (groupe mondial) - Espagne - Australie - 3 : 2            |            |                      |                 |                                     |                                      |                 |          |
| 24                                                                        | 26/04/2003 | Tarragone            | Terre (ext.)    | Alicia Molik                        | Virginia Ruano                       | 6-3, 6-4        | Parcours |
| 24                                                                        | 26/04/2003 | Tarragone            | Terre (ext.)    | Alicia Molik Rennae Stubbs          | Anabel Medina Virginia Ruano         | 4-6, 6-2, 6-3   | Parcours |
|                                                                           |            |                      |                 |                                     |                                      |                 |          |
| 2003 - 1/4 de finale (groupe mondial) - Espagne - France - 1 : 4          |            |                      |                 |                                     |                                      |                 |          |
| 25                                                                        | 19/07/2003 | Oviedo               | Terre (ext.)    | Anabel Medina Virginia Ruano        | Nathalie Dechy Émilie Loit           | 6-4, 6-4        | Parcours |
|                                                                           |            |                      |                 |                                     |                                      |                 |          |
| 2004 - 1er tour (groupe mondial) - Espagne - Suisse - 3 : 2               |            |                      |                 |                                     |                                      |                 |          |
| 26                                                                        | 24/04/2004 | Los Belones          | Terre (ext.)    | Conchita Martínez Virginia Ruano    | Myriam Casanova Emmanuelle Gagliardi | 7-63, 6-2       | Parcours |
|                                                                           |            |                      |                 |                                     |                                      |                 |          |
| 2004 - 1/4 de finale (groupe mondial) - Espagne - Belgique - 3 : 2        |            |                      |                 |                                     |                                      |                 |          |
| 27                                                                        | 10/07/2004 | Jerez de la Frontera | Terre (ext.)    | Els Callens                         | Virginia Ruano                       | 2-6, 6-4, 11-9  | Parcours |
| 27                                                                        | 10/07/2004 | Jerez de la Frontera | Terre (ext.)    | Anabel Medina Virginia Ruano        | Els Callens Kirsten Flipkens         | 6-3, 6-2        | Parcours |
|                                                                           |            |                      |                 |                                     |                                      |                 |          |
| 2004 - 1/2 finale (groupe mondial) - France - Espagne - 5 : 0             |            |                      |                 |                                     |                                      |                 |          |
| 28                                                                        | 24/11/2004 | Moscou               | Moquette (int.) | Marion Bartoli Émilie Loit          | Marta Marrero Virginia Ruano         | 7-5, 6-2        | Parcours |
|                                                                           |            |                      |                 |                                     |                                      |                 |          |
| 2006 - 1/4 de finale (groupe mondial) - Espagne - Autriche - 5 : 0        |            |                      |                 |                                     |                                      |                 |          |
| 29                                                                        | 22/04/2006 | Valence              | Terre (ext.)    | Virginia Ruano Lourdes Domínguez    | Sybille Bammer Yvonne Meusburger     | 6-4, 6-2        | Parcours |
|                                                                           |            |                      |                 |                                     |                                      |                 |          |
| 2006 - 1/2 finale (groupe mondial) - Espagne - Italie - 1 : 3             |            |                      |                 |                                     |                                      |                 |          |
| 30                                                                        | 15/07/2006 | Saragosse            | Terre (ext.)    | Romina Oprandi Mara Santangelo      | Virginia Ruano M. A. Sánchez         | Non disputé     | Parcours |
|                                                                           |            |                      |                 |                                     |                                      |                 |          |
| 2007 - Barrage (groupe mondial I) - Espagne - République tchèque - 4 : 1  |            |                      |                 |                                     |                                      |                 |          |
| 31                                                                        | 14/07/2007 | Palafrugell          | Terre (ext.)    | Nuria Llagostera Virginia Ruano     | Petra Kvitová Barbora Z. Strýcová    | 6-4, 6-1        | Parcours |

## Classements WTA en fin de saison

### En simple
| Année | 1989 | 1990 | 1991 | 1992 | 1993 | 1994 | 1995 | 1996 | 1997 | 1998 | 1999 | 2000 | 2001 | 2002 | 2003 | 2004 | 2005 | 2006 | 2007 | 2008 | 2009 |
| Rang  | 512  | 301  | 261  | 138  | 125  | 161  | 64   | 87   | 54   | 32   | 85   | 89   | 56   | 65   | 55   | 64   | 106  | 67   | 83   | 105  | 199  |

source : (en) « Classements de Virginia Ruano Pascual », sur le site officiel du WTA Tour

### En double
| Année | 1989 | 1990 | 1991 | 1992 | 1993 | 1994 | 1995 | 1996 | 1997 | 1998 | 1999 | 2000 | 2001 | 2002 | 2003 | 2004 | 2005 | 2006 | 2007 | 2008 | 2009 | 2010 |
| Rang  | 235  | 187  | 111  | 97   | 202  | 145  | 376  | 115  | 90   | 28   | 44   | 10   | 8    | 2    | 2    | 1    | 4    | 10   | 30   | 5    | 10   | 55   |

source : (en) « Classements de Virginia Ruano Pascual », sur le site officiel du WTA Tour